# Lollok Lénárd
Lollok Lénárd (Nagybánya, 1848. július 14. – Esztergom, 1923. március 10.) protonotárius kanonok, pápai prelátus, barsi főesperes, tipissai prépost.

## Életrajza
A teológiát Esztergomban végezte, 1871. július 31-én szentelték pappá. Első diszpozíciót Dévénybe kapta káplánként, tanár volt a nagyszombati gimnáziumban. 1872-től Budán a Felsővízivárosi plébánián, 1876-tól a Budapest-Lipótvárosi plébánián (ma ez a Szent István-bazilika), 1879-től pedig a belvárosi plébánián káplánként működött. 1890-től ismét a lipótvárosi plébániára helyezték, de már mint plébánost. Működése alatt az ő indítványára az épülő Szent Lipót-templom titulusát Szent Istvánra változtatta az esztergomi érsekség. Nagy szerepe volt az épülő Szent István-bazilika belső ikonográfiai koncepciójának kidolgozásában.
1894-ben tipissai címzetes préposti címet kapott. 1905-ben a Központi Papnevelő Intézet rektora volt. 1905. december 16-án esztergomi kanonokká nevezték ki. 1906-tól 1908-ig a Pázmáneum rektora Bécsben. Közben 1907-ben pápai prelátussá nevezte ki Csernoch János bíboros. 1916-ban barsi főesperes lett. Idegbetegségét Svájcban és Ausztriában kezeltette. 1923. március 13-án hunyt el Esztergomban. Sírja az esztergomi bazilika altemplomában található.
Írt egy könyvet, amelynek címe: A Szent István királyról nevezett budapesti templom belsejének rövid ismertetése.